# Awtomagistrala Struma
Die Awtomagistrala „Struma“ bzw. Awtomagistrala A3 (bulgarisch Автомагистрала А3 „Струма“ Awtomagistrala A3 „Struma“) ist eine zum Teil fertiggestellte Autobahn in Bulgarien. Sie beginnt an der Sofioter Ringstraße, läuft dann nach Süden und endet an der griechischen Grenze bei Kulata, wo sie in die A25 übergeht. Die Autobahn trägt den Namen des Flusses Struma, an dem sie entlangführt.
Nach ihrer Fertigstellung soll sie eine der teuersten Autobahnen werden, die je in der Europäischen Union gebaut wurde. Die Projektbaukosten belaufen sich auf mindestens 1 Mrd. Euro. Nahe der Stadt Pernik ereignete sich am 23. November 2021 ein Busunglück, bei dem mindestens 44 Menschen starben.

## Kosten und Ausbauzustand
Die Länge der künftigen Autobahn soll ca. 156 Kilometer betragen. Sie ist zudem Teil der Europastraße 79 und des Paneuropäischen Verkehrskorridors IV, welcher die Ägäis mit der Donau und der Donaubrücke 2 verbinden soll. Ferner soll durch die A6 eine direkte Verbindung von Sofia über die Aftokinitodromos 25 nach Thessaloniki und Athen entstehen.
Seit dem 17. Dezember 2010 ist das Autobahnkreuz Dragitschewo in Betrieb.
Aus Naturschutzgründen und wegen der schwierigen Geographie ist der Streckenverlauf in der Kresna-Schlucht des Flusses Struma insofern problematisch, weil große Naturschutzgebiete aus dem Natura 2000 durchquert werden müssen. Nach der letzten Projektvariante soll die gegenwärtige Fernstraße in der Schlucht zur Fahrbahn der Autobahn in südlicher Richtung umgebaut werden und östlich gelegen eine höhergelegene Einbahntrasse auf Viadukten und durch Tunneln für den Verkehr in nördlicher Richtung neu errichtet werden. Diese Projektvariante ist unter Umweltschützern und lokalen Bürgergruppen umstritten.

## Gegenwärtiger Zustand
Momentan sind 143 km fertiggestellt, davon 98 km direkt ab dem Sofioter Ringstraße als A3 bis Blagoewgrad. Fertig wurde zuletzt der seit September 2015 in Bau befindliche Abschnitt zwischen Kresna und Blagoewgrad. Fertig ist auch bereits die Strecke zwischen Kresna und Kulata an der Grenze zur Griechenland mit einer Länge von 40 km.